# Nikitowka (Kaliningrad, Polessk)
Nikitowka (russisch Никитовка, deutsch Lablacken und Marienhof, Kreis Labiau) ist ein Ort in der russischen Oblast Kaliningrad. Er gehört zur kommunalen Selbstverwaltungseinheit Stadtkreis Polessk im Rajon Polessk. Die Ortsstelle Marienhof ist verlassen.

## Geographische Lage
Nikitowka liegt östlich des Ostkanals (heute russisch: Wostotschny kanal), elf Kilometer westlich der Rajonstadt Polessk (Labiau). Durch den Ort führt die Kommunalstraße 27K-106 von Slawjanskoje (Pronitten) nach Uschakowka (Kampkenhöfen). Bis zum Kurischen Haff sind es vier Kilometer. Slawjanskoje ist die nächste Bahnstation an der Bahnstrecke Kaliningrad–Sowetsk (Königsberg–Tilsit).

## Geschichte

### Lablacken

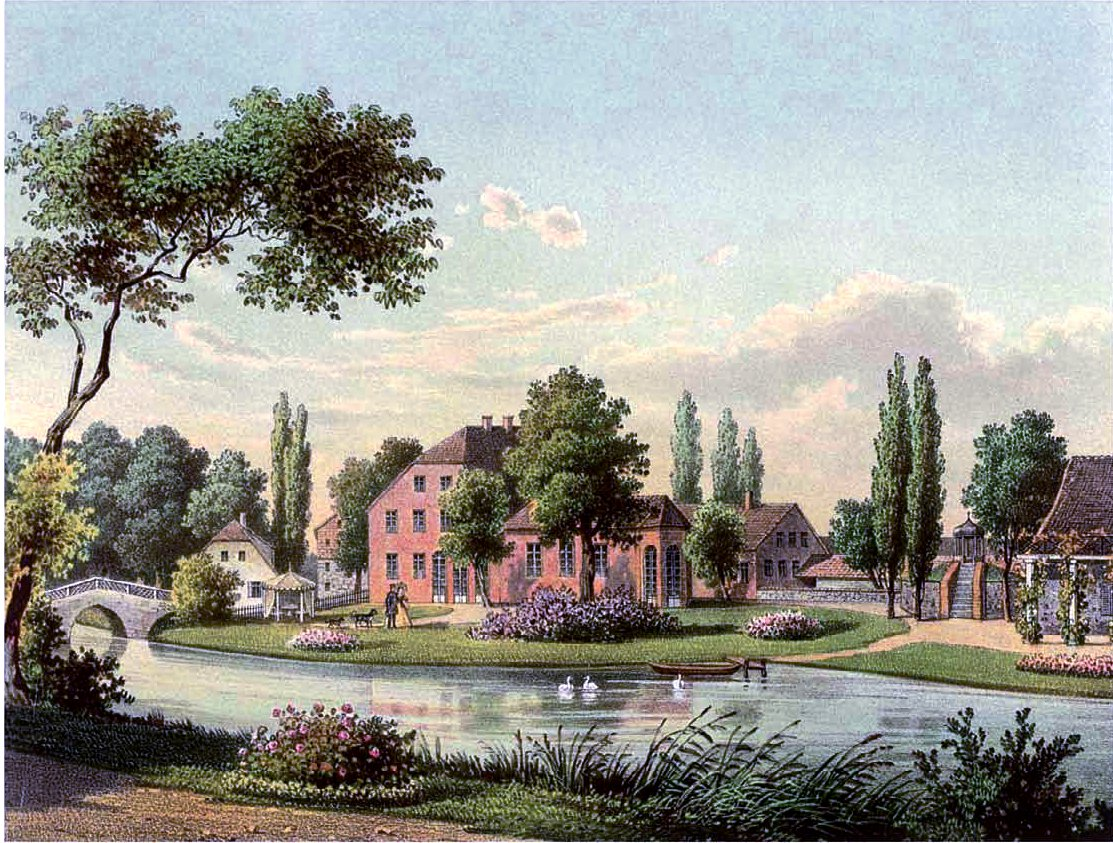
Das Gut Lablacken um 1860 (Sammlung Alexander Duncker)

Im Jahre 1302 erhielt das damalige Labelawk seine Handfeste. Hier wurde anstelle eines Forsthauses aus der Ordenszeit gegen Ende des 17. Jahrhunderts ein Gutshaus errichtet. Bis 1788 gehörte das Gut den Ostaus, von denen es über die Töchter und Schwiegersöhne zunächst Christoph von Kleist, dann 1832 der Kammerherr von Wnuck und 1877 Werner von Gustedt-Lablacken erbte.
Werner von Gustedt-Lablacken war Rittergutsbesitzer und auch Mitglied des Deutschen Reichstages. Er ließ Dämme, Deiche und Entwässerungsgräben anlegen, um sein mehr als 1.000 Hektar umfassendes Gutsgelände am Haff vor Überflutungen zu schützen. Außerdem baute er einen kleinen Hafen, begründete eine Pferdezucht und beschaffte moderne landwirtschaftliche Maschinen. Den Gutsgarten ließ er in einen englischen Landschaftspark umwandeln. 1903 wurde Hans Detlev von Massow sein Nachfolger, 1913 der Oberleutnant Oskar Pein. Der letzte Gutsbesitzer, Franz Waldhauer, Kaufmann aus Pronitten, wurde 1945 von Angehörigen der Roten Armee erschlagen.
Im Jahre 1928 war Lablacken vollständig aufgesiedelt worden. 
Seit dem 9. April 1874 war der Ort Amtsdorf und damit namensgebend für einen neu errichteten Amtsbezirk. Er bestand bis 1945 und gehörte zum Kreis Labiau im Regierungsbezirk Königsberg der preußischen Provinz Ostpreußen.
Aus dem Gutsbezirk Lablacken wurde am 14. Januar 1908 der Gutsbezirk Annenhof (heute russisch: Rybkino) ausgegliedert, am 16. Oktober 1909 folgten der Gutsbezirk Damm und die Landgemeinde Kampken (beide heute: Uschakowka) sowie der Gutsbezirk Steinau (russisch: Kamenka).
Die Einwohnerzahl Lablackens lag im Jahre 1910 bei 297. Am 11. August 1915 wurde auch der Gutsbezirk Taktau (Ijulskoje) ausgegliedert. Annenhof und Steinau kamen am 30. September 1928 als Ortsteile wieder zurück nach Lablacken, das jetzt von einem Gutsbezirk in eine Landgemeinde umgewandelt wurde. Die Einwohnerzahl belief sich 1933 auf 532 und betrug 1939 bereits 568.

### Marienhof
Marienhof war vor 1945 ein Vorwerk des Gutes Lablacken (s. o.).

### Nikitowka
In Kriegsfolge kamen Lablacken und Marienhof mit dem nördlichen Ostpreußen im Jahre 1945 zur Sowjetunion. Im Jahr 1947 erhielt Marienhof die russische Bezeichnung Nikitowka und wurde gleichzeitig dem Dorfsowjet Slawjanski selski Sowet im Rajon Polessk zugeordnet. Auf den bekannten Karten seit den 1970er Jahren ist die Ortsstelle Marienhof als verlassen dargestellt, während das ehemalige Lablacken mit Nikitowka identifiziert wird. Dass Lablacken (offenbar) nicht offiziell umbenannt wurde, verwundert. Von 2008 bis 2016 gehörte Nikitowka zur Landgemeinde Turgenewskoje selskoje posselenije und seither zum Stadtkreis Polessk.

### Amtsbezirk Lablacken
Der Amtsbezirk Lablacken bestand zwischen 1874 und 1945. Ursprünglich gehörten zu ihm drei Gutsbezirke (GB, alternativ zu Landgemeinden (LG)), deren Zahl sich aber bis 1915 steigerte, um dann bis 1945 auf nur noch drei Gemeinden zurückzugehen:
| Name                                   | Russischer Name | Bemerkungen                                                  |
| -------------------------------------- | --------------- | ------------------------------------------------------------ |
| Fischer-Taktau                         | Ijulskoje       |                                                              |
| Lablacken                              |                 | 1928 in eine „Landgemeinde“ umgewandelt                      |
| Schlepecken, 1938–1946: Kleinpronitten | Owraschje       | 1928 in die LG Pronitten, Amtsbezirk Legitten, eingegliedert |
| ab 1892: Julienhöhe                    | Ijulskoje       | 1928 nach Willmanns eingegliedert                            |
| ab 1892: Willmanns                     |                 |                                                              |
| ab 1908: Annenhof                      | Rybkino         | 1928 nach Lablacken eingegliedert                            |
| ab 1909: Damm                          | Uschakowka      | 1928 nach Kampken eingegliedert                              |
| ab 1909: Kampken                       | Uschakowka      |                                                              |
| ab 1909: Steinau                       | Kamenka         | 1928 nach Lablacken eingegliedert                            |
| ab 1915: Taktau                        | Ijulskoje       | 1928 nach Kampken eingegliedert                              |

Am 1. Januar 1945 bildeten noch drei Gemeinden den Amtsbezirk Lablacken: Kampken, Lablacken und Willmanns.

## Kirche
Die mehrheitlich evangelische Bevölkerung Lablackens war in das Kirchspiel der Kirche Groß Legitten (russisch: Turgenewo) eingepfarrt. Es gehörte zum Kirchenkreis Labiau in der Kirchenprovinz Ostpreußen der Kirche der Altpreußischen Union. Letzter deutscher Geistlicher war Pfarrer Wilhelm August Woel. 
Auch heute ist Nikitowka kirchlich wieder zur Kirche Turgenewo (= Groß Legitten) orientiert. Hier entstand eine neue evangelisch-lutherische Gemeinde, die eine Filialgemeinde der Auferstehungskirche in Kaliningrad (Königsberg) ist. Sie gehört zur Propstei Kaliningrad der Evangelisch-lutherischen Kirche Europäisches Russland.

## Schule
In Lablacken bestand vor 1945 eine zweiklassige Dorfschule, deren letzter deutscher Schulleiter Fritz Adloff war. Das Schulgebäude ist heute noch erhalten, wird aber anderweitig genutzt.

## Persönlichkeiten

### Mit dem Ort verbunden
- Werner von Gustedt-Lablacken (1842–1908), 1877 bis 1903 Rittergutsbesitzer auf Lablacken, Mitglied des Deutschen Reichstages
- Jenny von Gustedt (1811–1890), deutsche Schriftstellerin, verbrachte ab 1883 die letzten Lebensjahre bei ihrem Sohn in Lablacken, wo sie am 29. Juni 1890 verstarb
- Margot Sperling (* 1939), deutsche Malerin, wurde hier geboren